# J.F.A. Göbel

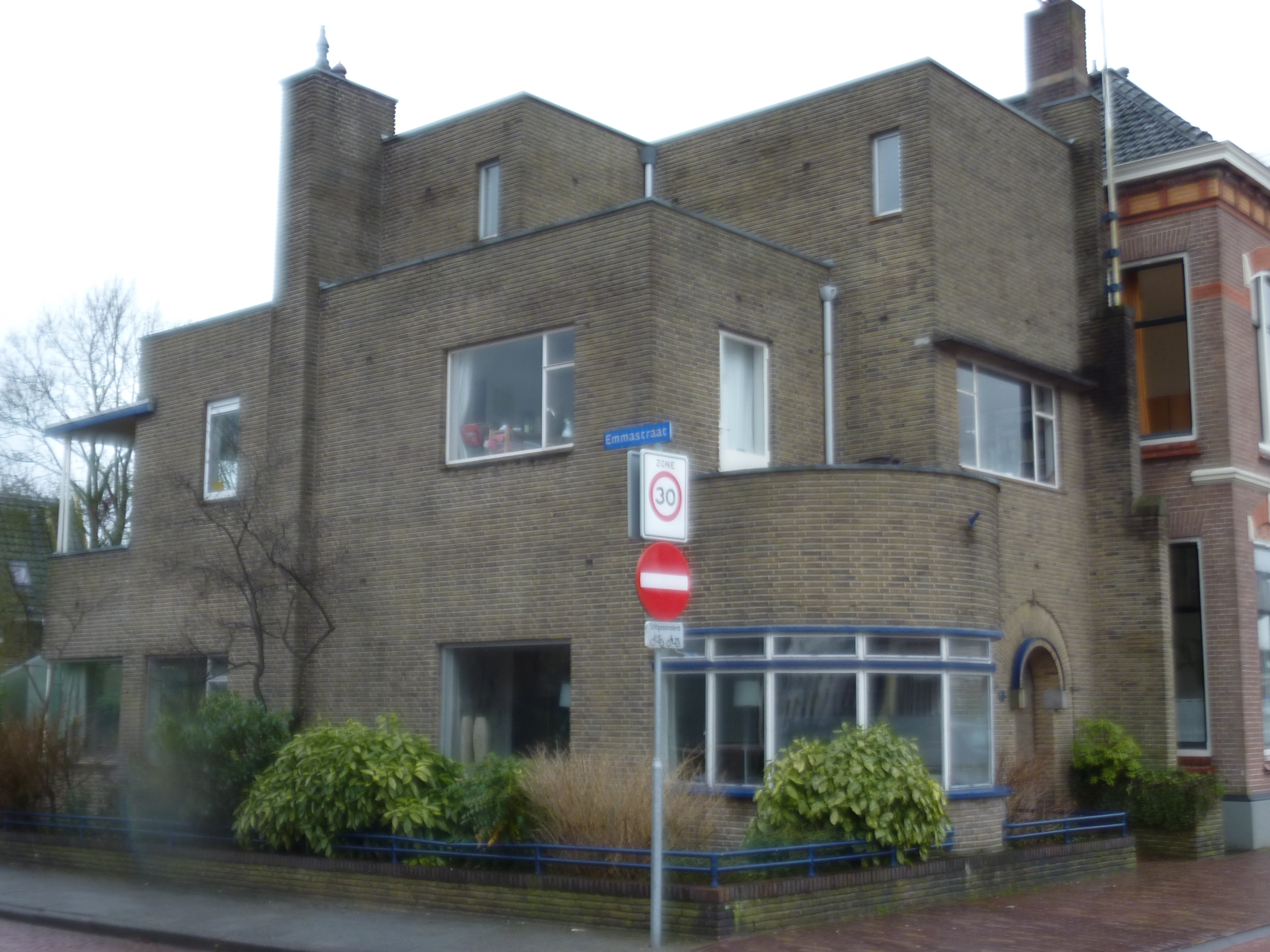
Assen: woonhuis Vaart ZZ 41a, J.F.A. Göbel, 1934

Johannus Frederikus Adrianus Göbel (Assen, 15 september 1900 - Arnhem, 9 juli 1967), in de literatuur doorgaans J.F.A. Göbel genoemd, was een Nederlandse architect.

## Biografie
Göbel was een zoon van de brandstofhandelaar H.W. Göbel. Hij was ook de architect van de verbouwing van het oorspronkelijk uit 1818 daterende pand waar de brandstoffenhandel in gevestigd was aan de Rolderstraat 30. Zijn oudere werken, vaak ontworpen in een expressionistische stijl, zijn te vinden in Assen. Hij was ook betrokken bij een plan om de voormalige havezathe Valkenstijn af te breken en weer op te bouwen, een plan dat al in een vergevorderd stadium verkeerde, maar uiteindelijk niet door ging. Na de oorlog was hij ook in het westen van het land actief, waar hij onder meer betrokken was bij woningbouw in de Amsterdamse wijk Slotermeer. Een aantal bouwwerken van zijn hand is aangewezen als rijksmonument.

## Werken (selectie)
- 1930: Woonhuis aan de Vaart Noordzijde, Assen[2]
- 1927: Woonhuis aan het Kanaal, Assen[3]
- 1931: Woonhuis aan de Bosstraat, Assen[4]
- 1931: Woonhuis aan de Plataanweg, Assen[5]
- 1932: Café/concertzaal/woonhuis (het latere en voormalige hotel Wapen van Leiden), Vries[6]
- 1933: Brandstoffenhandel H.W. Göbel (verbouwing), Assen[7]
- 1933–1934: Onze-Lieve-Vrouw-ten-Hemelopnemingkerk, Assen (ontworpen door J. van Dongen jr. in samenwerking met J.F.A. Göbel)[8]
- 1934: Woonhuis aan de Vaart Zuidzijde, Assen[9]
- 1934: Uitbreiding kledingmagazijn van Herman Jansen aan de Kerkstraat, Assen[10]
- 1935: Twee dubbelwoonhuizen aan de Anreperstraat, Assen[11]
- 1936: Dubbelwoonhuis aan het Kanaal, Assen[12], in opdracht van Evert Rinsema schoenmaker  en schrijver.
- 1937: Kledingwinkel aan de Hoofdstraat, Emmen[13]

## Afbeeldingen

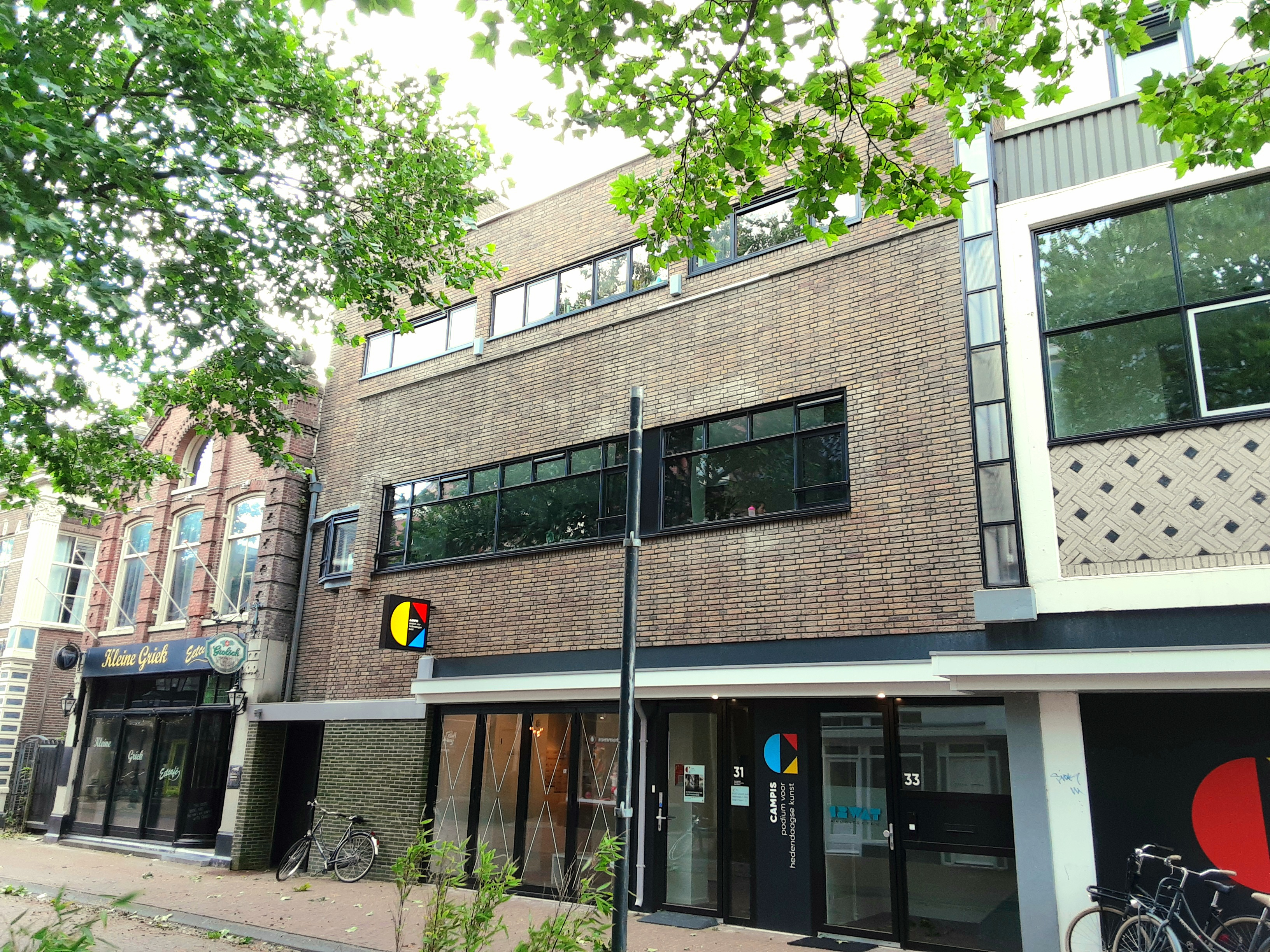
Kledingmagazijn H. Jansen aan de Kerkstraat, Assen
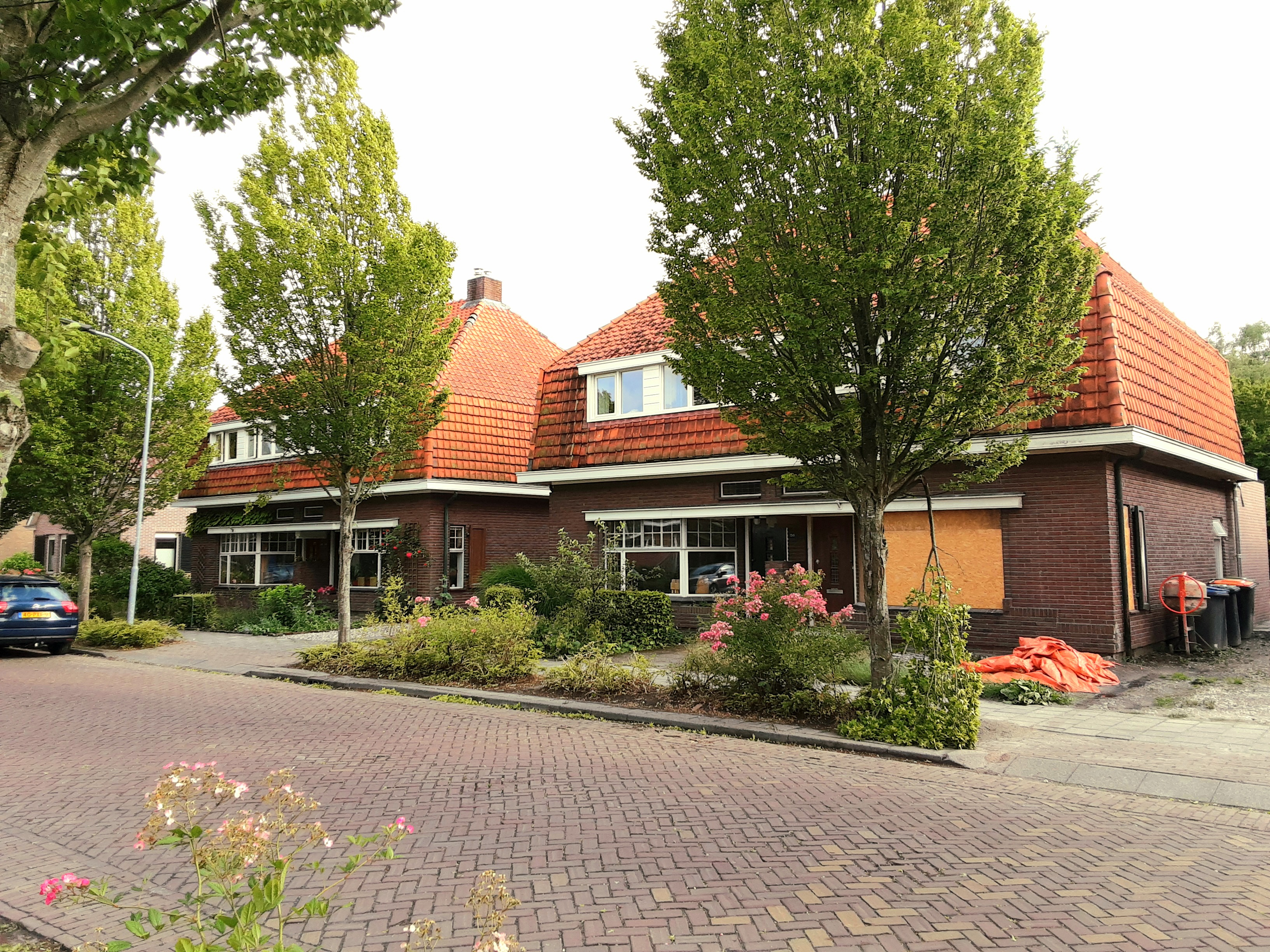
Twee dubbelwoonhuizen aan de Anreperstraat, Assen
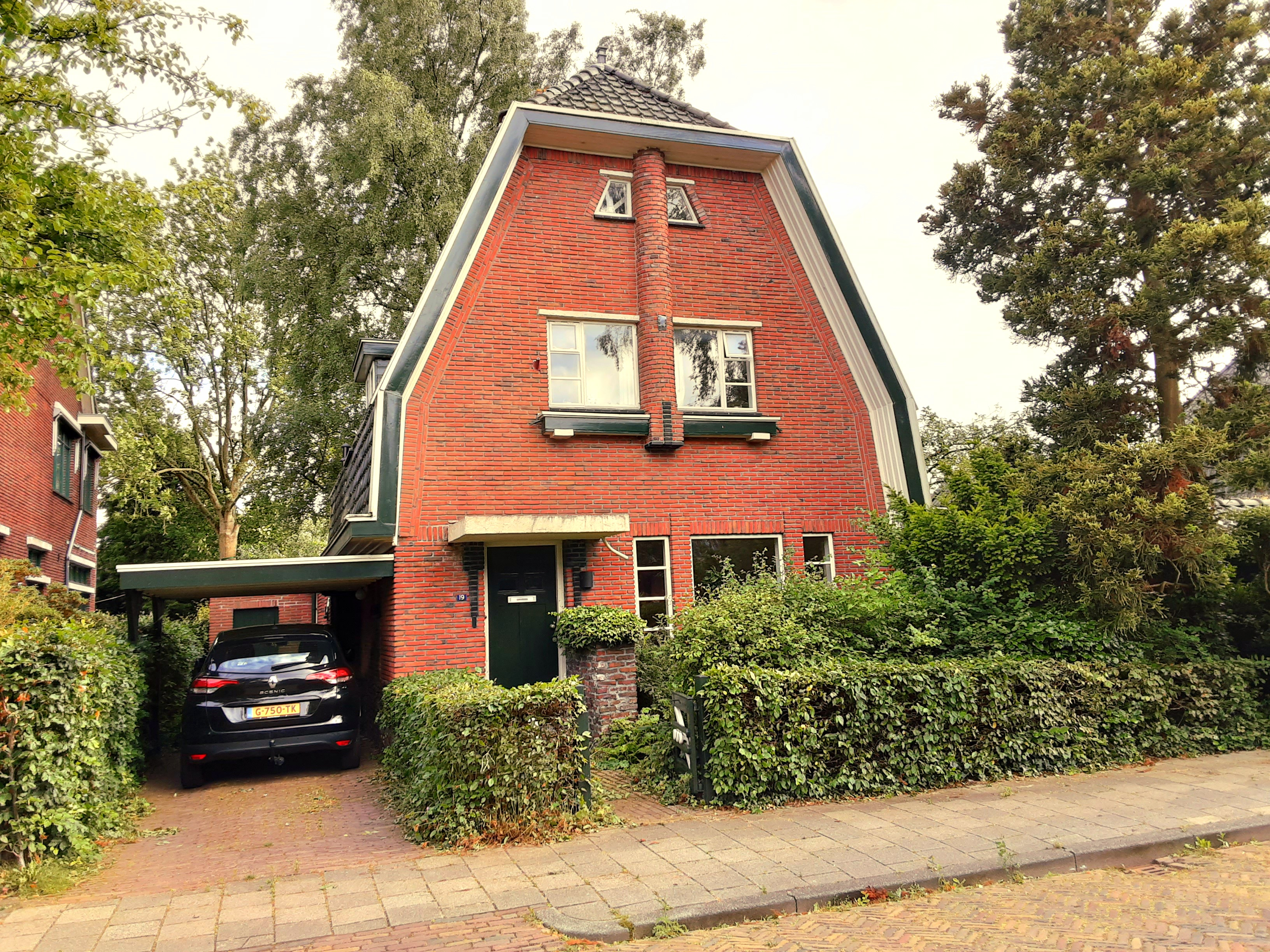
Woonhuis aan de Bosstraat, Assen
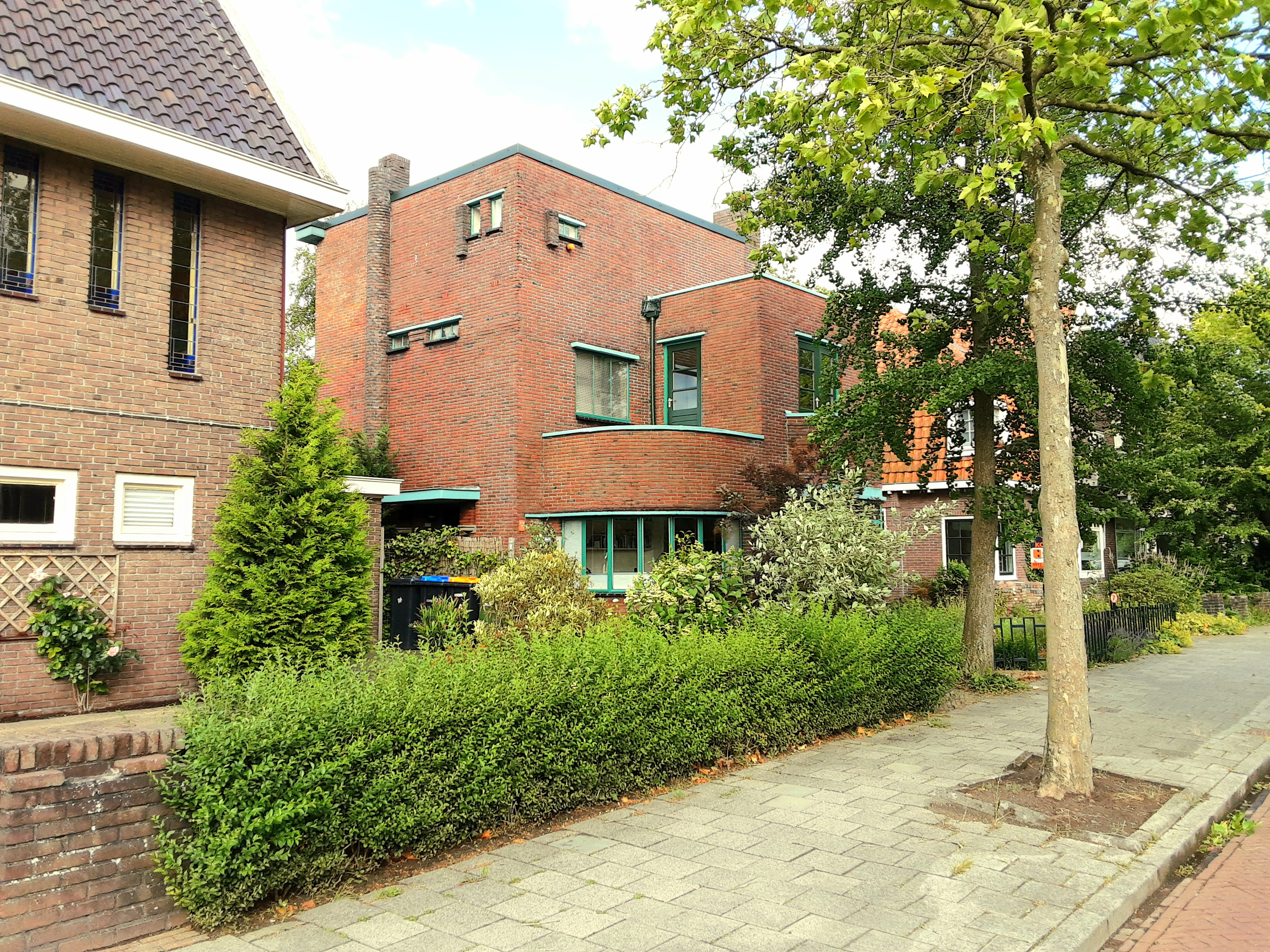
Woonhuis aan de Plataanweg, Assen
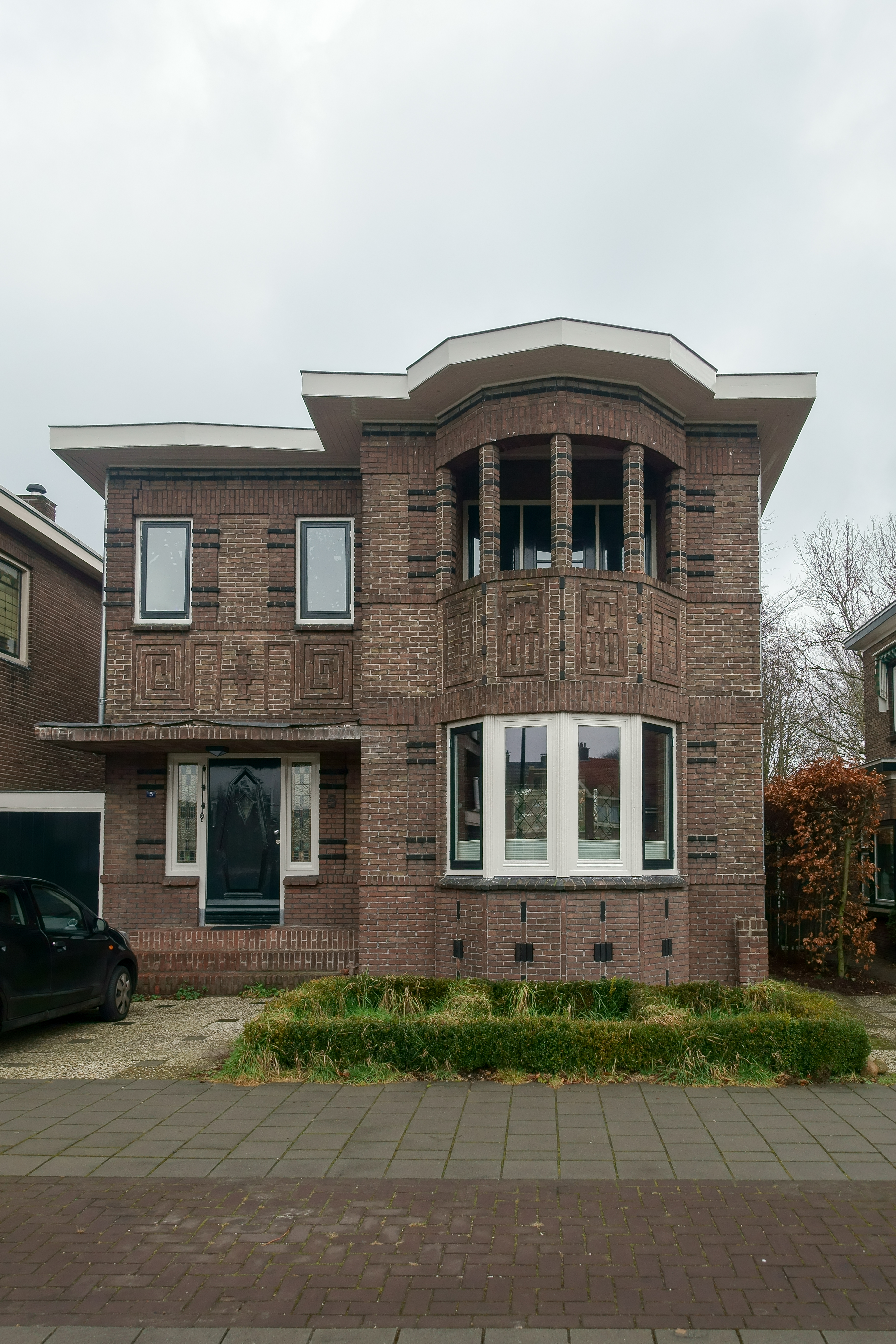
Woonhuis aan Het Kanaal, Assen
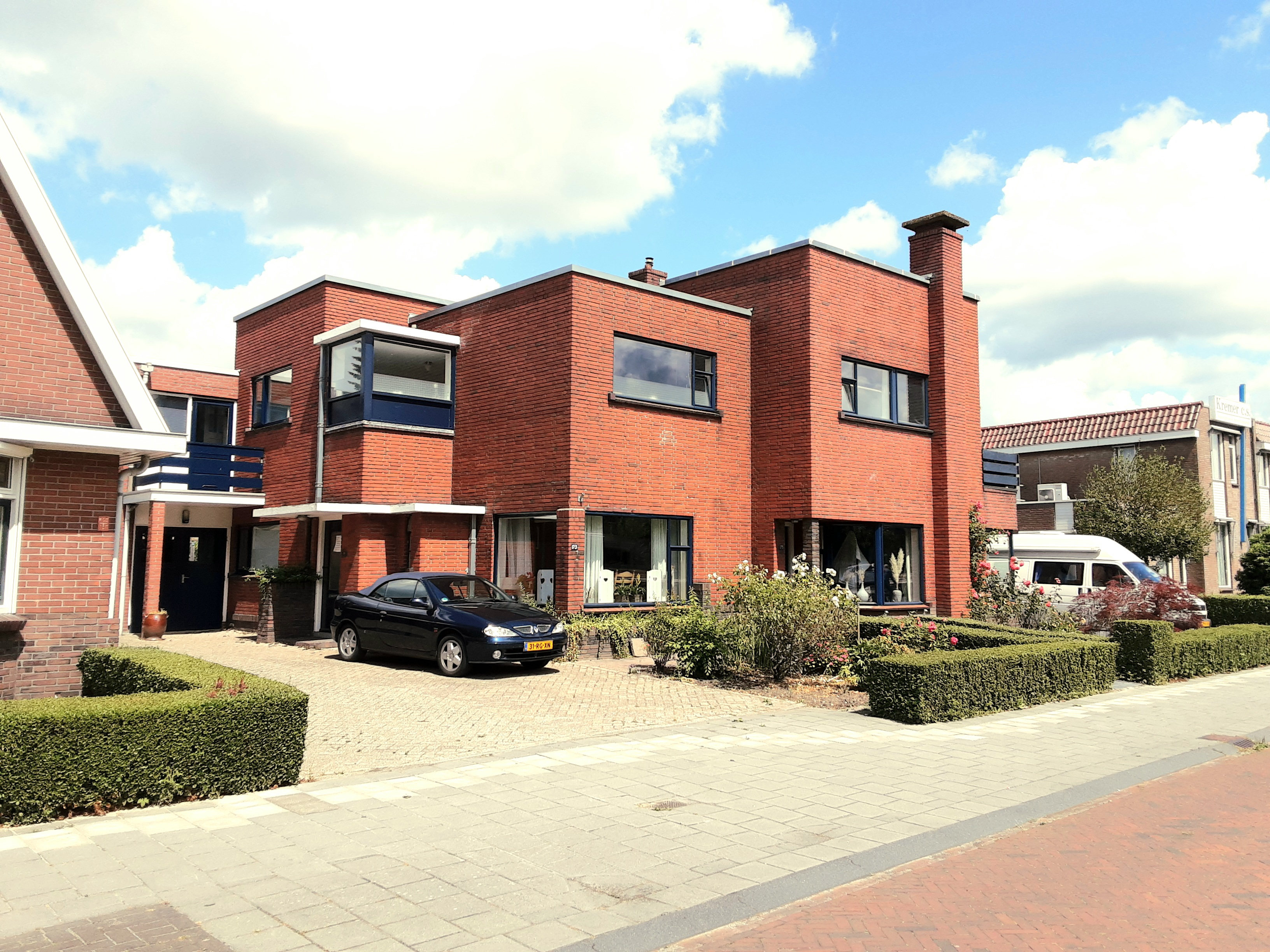
Dubbel woonhuis aan Het Kanaal, Assen
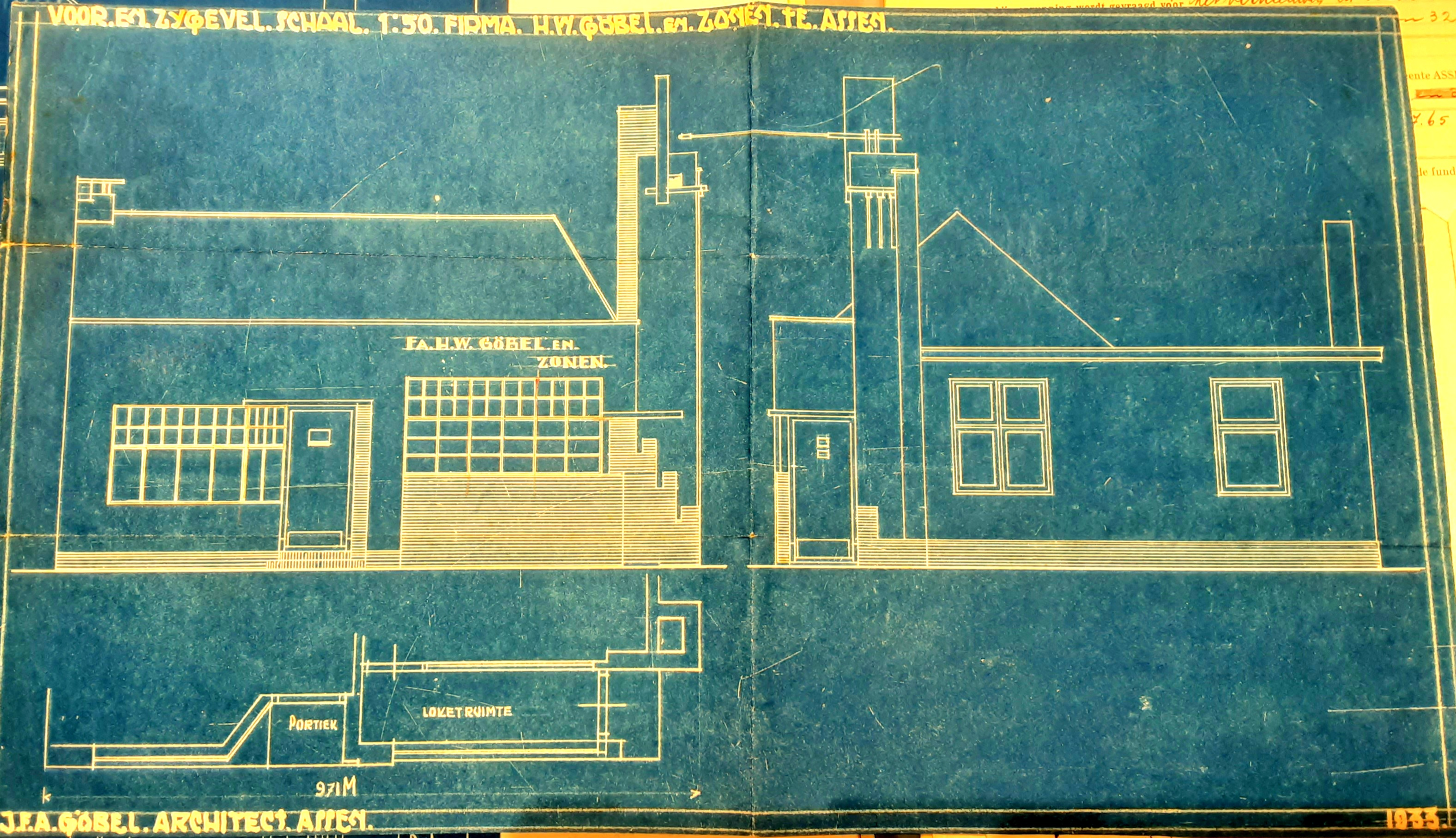
Bouwtekening gemaakt voor de verbouwing van brandstoffenhandel H.W. Göbel, Assen
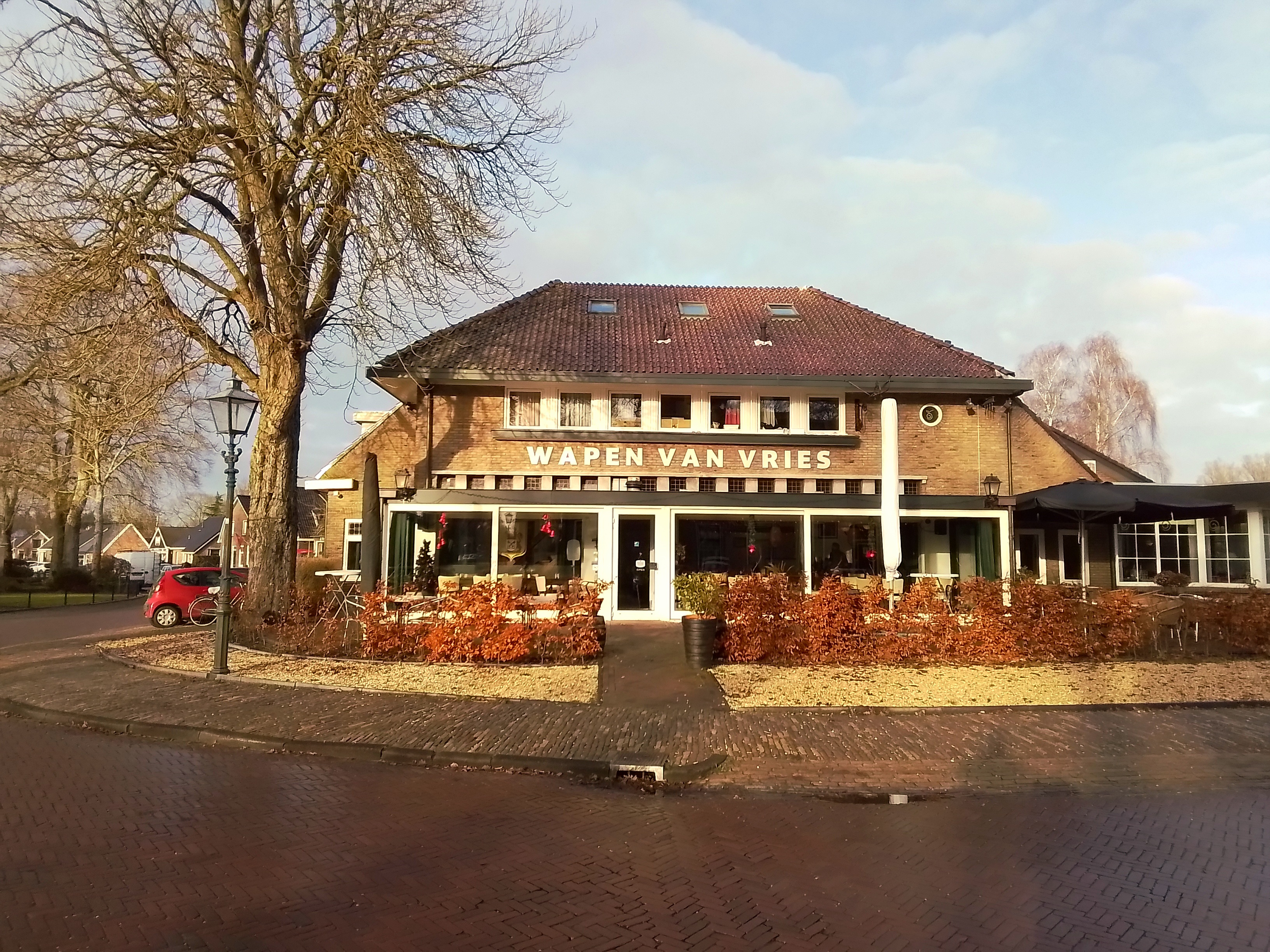
Hotel aan de Oude Rijksweg, Vries
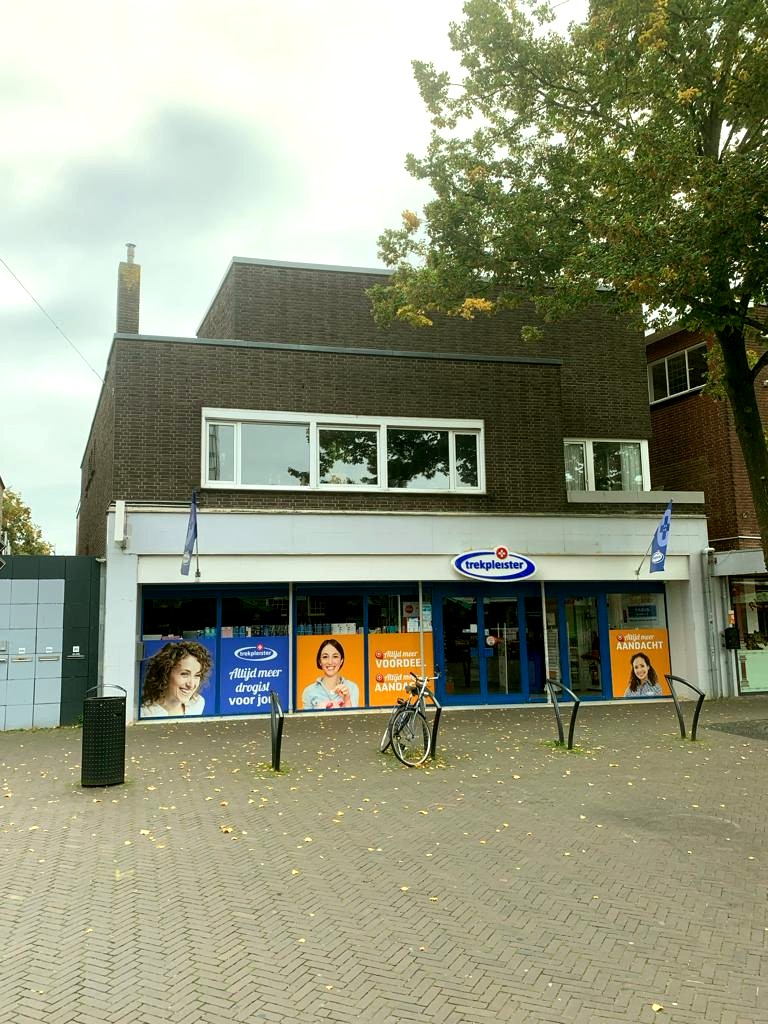
Kledingwinkel aan de Hoofdstraat, Emmen